# Bahij el-Khatib
Pour les articles homonymes, voir Khatib.
Bahij Bey el-Khatib (en arabe : بهيج الخطيب / Bahīj al-Ḵaṭīb), né en 1895 dans le district du Chouf et mort en 1981 à Beyrouth (Liban), est un homme d'État syrien, président de la Syrie du 10 juillet 1939 au 4 avril 1941. Loyal à l'administration française, il était opposé à l'indépendance de la Syrie.

## Biographie
Khatib est né au Mont-Liban. Issu d'une famille musulmane sunnite aristocratique, il commence sa carrière comme marchand d'huile à Beyrouth. Il rejoint la fonction publique installée par la France après la mise en place du mandat français en Syrie, en juillet 1920. Remarqué pour son efficacité et fidèle aux autorités françaises, il est nommé en 1927 directeur de la police et de la sécurité publique, d'où il mène en lien avec le président Taj-Eddine el-Hasani une campagne d'intimidation et de harcèlement envers les chefs nationalistes.
Khatib et Hasani quittent leur poste lors de l'élection de Mohamed Ali Bey al-Abed et se font discrets sous la présidence de ce dernier puis de Hachem al-Atassi. Le 7 juillet 1939, al-Atassi démissionne de la présidence devant le refus manifeste des autorités françaises de ratifier un accord d'indépendance négocié par ses soins en 1936. Le Haut commissaire français pour la Syrie, Gabriel Puaux, suspend la Constitution syrienne, dissout la Chambre des députés et nomme un Conseil des commissaires dirigé par Bahij al-Khatib, pour administrer le pays,. Alors que la France entre en guerre contre l'Allemagne nazie, il reste fidèle à l'administration française et fait preuve d'un grand autoritarisme dans la gestion des affaires intérieures, notamment contre les partisans du Bloc national. En juin 1940, le nationaliste Abd al-Rahman Shahbandar est assassiné. Khatib intrigue afin d'impliquer dans l'affaire plusieurs personnalités du Bloc national, notamment Jamil Mardam et Saadallah al-Jabiri qui doivent fuir en Irak.  
En raison de sa grande impopularité dans le pays, en proie à une situation économique dégradée, il est invité par les envoyés du général Charles de Gaulle à démissionner de son poste en mars 1941. Il est remplacé par Khalid al-Azm, nommé en intérim. En septembre 1941 et jusqu'en mars 1943, il est ministre de l'intérieur, sous la présidence de Taj-Eddine el-Hasani. Il est ensuite gouverneur de Damas. Il quitte le pays après l'arrivée au pouvoir du parti Baas en 1963, et vit au Liban jusqu'à sa mort en 1981.